# Кашаев, Анвар Шакирович
Анвар Шакирович Кашаев (род. 22 марта 1949 года) — живописец, Заслуженный художник Республики Башкортостан (2010). Член Союза художников РФ с 1993 года.

## Биография
Кашаев Анвар Шакирович родился в 22 марта 1949 года в селе Акбулатово Федоровского района БАССР в многодетной семье. Учился в Акбулатовской семилетней школе.
Детство прошло в деревне, в юности жил в городах Чимкент, Ташкент, Душанбе. Работал каменщиком, бетонщиком.
В 1967 году принимал участие в восстановлении города Ташкента после землетрясения 1966 года. Учился в Душанбинском художественном училище.
В 1974 году окончил художественное отделение Уфимского училища искусств (педагог Баскаков В. Н.).
С 1987 года работает преподавателем детской художественной школы № 2 в Уфе.

## Музеи
Картины художника хранятся в Башкирском государственном художественном музее им. М. В. Нестерова в Уфе, Музее В. С. Высоцкого в Москве, в частных коллекциях.

## Работы
«Деревенские пейзажи», «Банька», «Поздняя осень», «Пейзаж с пшеничным полем», «Возвращение к матери», «Похороны матери». «Судьба» (посвящено матери художника), «Тихая улица» (1979), «Деревья детства» (1989), «Судьба» (1991), «Чаша» (1988); «Вечер для друзей (Тарковский, Высоцкий, Шукшин)», (1994). Тропинка к Тюлькину (1987), «Осень за окном» (1988), «Одинокое дерево» (2007), «Летний день» (2008), Пейзаж с лошадью (2008).

## Выставки
Кашаев Анвар Шакирович — участник художественных выставок с 1978 года.
Персональные выставки в Уфе: (1985, 1988, 1993, 1994, 1999, 2004).

## Награды и звания
Заслуженный художник РБ (2010).
Серебряный наградной знак «Духовность, традиции, мастерство» Секретариата СХ РФ (2009).